# Jeju World Cupstadion
Het Jeju World Cup Stadion (ook wel Gangchanghak Practice Stadium genoemd) is een stadion in Seogwipo, Zuid-Korea. Het stadion is geopend in 2001 en kan 42.256 toeschouwers herbergen. Vaste bespeler van het stadion is Jeju United FC, die uitkomt in de K-League. Het stadion werd speciaal gebouwd voor het Wereldkampioenschap voetbal 2002, dat werd georganiseerd door Zuid-Korea en Japan. In 2007 was het een van de stadions waar werd gespeeld om het WK voetbal onder 17.

## WK interlands
| №  | Datum        | Wedstrijd            | Uitslag | Competitie | Toeschouwers |
| -- | ------------ | -------------------- | ------- | ---------- | ------------ |
| 1. | 8 juni 2002  | Brazilië – China     | 4 – 0   | WK 2002    | 36.750       |
| 2. | 12 juni 2002 | Slovenië – Paraguay  | 1 – 3   | WK 2002    | 30.176       |
| 3. | 15 juni 2002 | Duitsland – Paraguay | 1 – 0   | WK 2002    | 25.176       |